# Перис (Калифорнија)
Перис (енгл. Perris) град је у америчкој савезној држави Калифорнија. По попису становништва из 2010. у њему је живело 68.386 становника.

## Демографија
Према попису становништва из 2010. у граду је живело 68.386 становника, што је 32.197 (89,0%) становника више него 2000. године.
| Група             | 2000.          | 2010.          |
| Белци             | 8.243 (22,8%)  | 7.499 (11,0%)  |
| Афроамериканци    | 5.748 (15,9%)  | 8.307 (12,1%)  |
| Азијати           | 995 (2,7%)     | 2.461 (3,6%)   |
| Хиспаноамериканци | 20.322 (56,2%) | 49.079 (71,8%) |
| Укупно            | 36.189         | 68.386         |